# スピーディー
スピーディー（英: spiedie, [ˈspiːdi]）とは味付け肉の串焼きの一種。名はイタリア語の「焼き串 (spiedo)」に由来する。ニューヨーク州サザンティアに位置するビンガムトン都市圏に深く根差した郷土食で、ほかの地域ではほとんど食べられていない。肉の種類は限定されず、鶏肉や豚肉からラム肉、子牛肉、鹿肉、牛肉まである。角切り肉を一晩から最大1週間にわたって調味液に漬け込み、串に刺して炭火で炙り焼きにする。
焼き上がった肉を柔らかいイタリアンブレッドかサブマリンロールに挟み、串を引き抜いてサンドイッチとして食べるのが一般的。その上からさらに調味液を振りかける場合もあるが、野菜などは添えないのが普通である。パンに挟まず串から直接食べたり、食材としてサラダや炒め物など様々な料理に使うこともある。調味液のレシピは一定しないが、多くはオリーブオイルと酢、ニンニク、イタリア風のスパイス各種（ローリエ、オレガノ、ローズマリー、バジル、セージ、パセリ）、フレッシュミントを用いる。
1983年以来、ビンガムトンでは毎年8月に「スピーディー・フェスト・アンド・バルーン・ラリー」という祭典が開催されており、その中でスピーディーのレシピを競う料理コンテストが行われる。

## 語源
spiedie という名はイタリア語で「焼き串」を意味する spiedo（英語では spit）に由来する。イタリア、アブルッツォ州の郷土料理スピエディーニ（アロスティチーニ、スピドゥッチとも）はスピーディーと非常によく似ており、山羊肉、ラム肉、鶏肉、牛肉を様々な形に切って串焼きにしたものである。

## 歴史
スピーディーの元となるアイデアは1920年代初頭にイタリア系移民によってアップステート・ニューヨークに持ち込まれた。詳しい起源については複数の説がある。歴史上、ビンガムトン周辺で食べられ始めた当初のスピーディーにはスプリングラムの肉しか使われなかったが、現在ではほとんどの飲食店が鶏肉や豚肉のスピーディーを提供している。スピーディー・フェストのコンテストでは1987年から鶏肉部門が設けられた。現在では一般に販売されるスピーディーの中で鶏肉の人気が最も高い。

### 起源
イタリア、アブルッツォ州からの移民であるカミッロとアゴスティーノのヤコヴェッリ兄弟がスピーディーを発明したと信じられている。カミッロはビンガムトン近郊にあるエンディコットのオークヒル・アベニューでパークビュー・レストランという飲食店を営んでおり、1938年にはすでにスピーディーを提供していた。弟のアゴスティーノ（オーギー）は同じくエンディコットの飲食店オーギーズで1939年にスピーディーを出し始め、地域に定着させたとされる。オーギーは自家製の調味液を「ズズ (zuzu)」と呼んでいた。当初のレシピはワインビネガー、水、レモン汁、ニンニク、ミントからなる単純なものだったが、地域住民の嗜好や使われる肉の種類が移り変わるにつれてイタリア風の各種スパイス、オリーブオイル、タマネギのみじん切りが加えられていった。オーギーの息子グイードは父のスピーディー店を受け継ぎ、1990年代のピーク時には店舗を26軒に拡大した。
ピーター・シャラクという別の人物がスピーディーを発明したという主張もある。シャラクはビンガムトンで営んでいたシャーキーズ・バー・アンド・グリルで1947年からスピーディーを提供していた。同店はビンガムトン都市圏一帯に放映されるテレビコマーシャルでスピーディーの元祖だとアピールしている。

### 人気の高まり

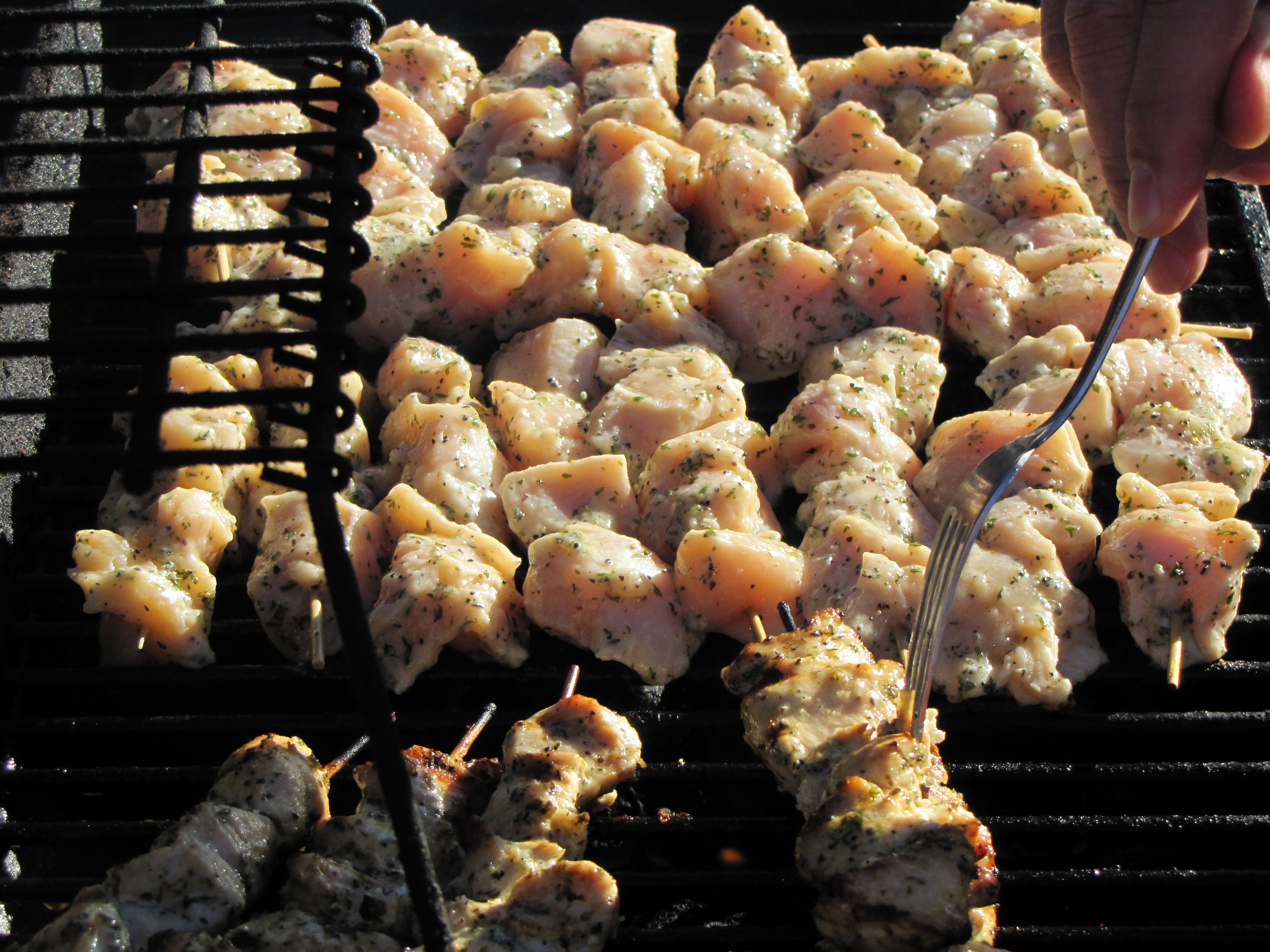
スピーディーを焼いている。

ロブ・サラミダは1975年にスピーディー用ソースを初めて瓶に詰めて販売した人物となった。16歳のときに地元のバーの前でスピーディーの屋台を出したのがサラミダの原点だった。1年がかりで申請を通してニューヨーク州シラキュースで開かれるステートフェアにスピーディーのブースを開く許可を得ると、それから12年連続で参加して高い評価を受けた。しかし1975年のフェアで大嵐に見舞われて屋台が半壊し、それをきっかけに「ステートフェア・スピーディーソース」と名付けた瓶詰ソースの製造に方向転換した。現在ビンガムトンのスーパーマーケットでは多くのメーカーによる多種多様なスピーディーソースが売られている。
1983年、地元住民のささやかな祭典として「スピーディー・フェスト」が発起され、その中でスピーディーの料理コンテストが行われた。ロブ・サラミダは主催の一人だった。毎年恒例となったスピーディー・フェストは年々規模が拡大し、2010年代には州内外から10万人を集める一大フェスティバルとなった。祭典のもう一つの目玉であるバルーン・ラリー（熱気球レース）も数10台規模となっている。
ビンガムトンで開催されるマイナーリーグの野球試合にはスピーディーに扮したマスコットが登場する。